# Stazione di Gioia Tauro
Stazione di Gioia Tauro vasútállomás Olaszországban, Gioia Tauro településen.

## Vasútvonalak
Az állomást az alábbi vasútvonalak érintik:
- Battipaglia–Reggio di Calabria-vasútvonal

## Kapcsolódó állomások
A vasútállomáshoz az alábbi állomások vannak a legközelebb:
- Eranova railway halt
- Taureana railway station